# Jules Merviel
Jules Merviel (ur. 29 września 1906 w Saint-Beauzély, zm. 1 września 1976 w Carqueiranne) – francuski kolarz szosowy, srebrny medalista mistrzostw świata.

## Kariera
Największy sukces w karierze Jules Merviel osiągnął w 1926 roku, kiedy zdobył srebrny medal w wyścigu ze startu wspólnego amatorów podczas mistrzostw świata w Turynie. W zawodach tych wyprzedził go tylko jego rodak - Octave Dayen, a trzecie miejsce zajął Włoch Piero Polano. Był to jedyny medal wywalczony przez Merviela na międzynarodowej imprezie tej rangi. Ponadto w 1929 roku wygrał wyścig Paryż-Caen, a cztery lata później był najlepszy na trasie Paryż-Tours. Trzykrotnie startował w Tour de France, najlepszy wynik osiągając w 1930 roku, kiedy wygrał jeden etap i zajął 21. miejsce w klasyfikacji generalnej. W 1932 roku wystartował także w Giro d'Italia, kończąc rywalizację na 49. pozycji. Nigdy nie wystąpił na igrzyskach olimpijskich. Jako zawodowiec startował w latach 1929-1944.